# 连家生
连家生（葡萄牙語：Lin Ka Sang）（1939年7月—2020年1月7日），男，广东潮阳人，中国书法家，曾任中国书法家协会理事，《澳门书法》杂志社长兼总编辑，澳门书法家协会主席等职务。

## 生平
1939年7月生于广东省海丰县公平镇。祖籍广东潮阳。幼承庭训嗜书道，学书30年，工诸体。1960年毕业于海丰县彭湃中学。1981年移居澳门。1989年创办澳门第一个专业书法团体“澳门艺林书法学会”，定期出版《艺林会刊》。1996年组织创办“澳门书法家协会”，持续开展书法教育和书艺交流活动。2004年创办澳门书法教育研究会和澳门硬笔书法协会。2008年创办《澳门书法》杂志（季刊），任社长兼总编辑。2015年获澳门特别行政区政府授予的文化功績勳章。2017年6月，在国家典籍博物馆举办诗文书法作品展，并向中国国家图书馆捐赠作品。2020年1月7日晚10点50分在汕尾市海丰县城寓所逝世，享年82岁。

## 著作
著有《临池拾粹》《颜筋柳骨浅谈》《连家生四体书法自写自释论书绝句五十首》《连家生五体书法自写楹联一百副》《历代书论赏识五十篇手稿》等出版物。